# Reprezentacja Austrii U-17 w piłce nożnej kobiet
Reprezentacja Austrii U-17 w piłce nożnej kobiet – reprezentacja Austrii piłkarek nożnych do lat 17.

## Występy w mistrzostwach Europy U-17
- 2008: nie brała udziału[1]
- 2009: nie brała udziału[2]
- 2010: II faza kwalifikacji[3]
- 2011: I faza kwalifikacji[4]
- 2012: I faza kwalifikacji[5]
- 2013: II faza kwalifikacji[6]

## Występy w mistrzostwach świata U-17
Dotychczas reprezentacji Austrii kobiet do lat 17 nie udało się awansować do finałów mistrzostw świata w tej kategorii wiekowej. Eliminacje do tego turnieju w strefie europejskiej odbywają się poprzez mistrzostwa Europy w każdym parzystym roku.